# Frogger Returns
Frogger Returns är ett spel för PlayStation 3 och Wii av den amerikanska utvecklaren Hijinx Studios. Den kan köpas från PlayStation Store och Wii Shop Channel. Spelet släpptes också för DSiWare i Nordamerika den 18 maj 2010.

## Handling
Spelet har fyra nivåer; Big City, Subway, Sewers, Swamp. Detta spel ger spelaren möjlighet att stoppa tiden och göra sig oövervinnerlig under en kort period. Det finns ett flerspelarläge med många olika minispel.